# Caligus kapuhili
Caligus kapuhili är en kräftdjursart som beskrevs av Lewis 1967. Caligus kapuhili ingår i släktet Caligus och familjen Caligidae. Inga underarter finns listade i Catalogue of Life.